# のり愛くん
のり愛くん（のりあいくん）は、岐阜県美濃市で運行しているデマンド型交通の乗合タクシー。

## 概要
- 美濃市が運営している市内移動のための公共交通機関であり、2013年（平成25年）に廃止されたコミュニティバスわっちも乗ろCarに代わる交通機関である。
- デマンド方式であり、事前予約が必要（利用日の1週間前から当日の30分前まで可能。電話予約時間は8:00 - 17:30）。毎日運行され、運行時間は8:00 - 16:00。乗降は各停留所で行う[1]。
- 市内を5つの地区（美濃地区・美濃インター周辺地区、下牧・上牧地区、洲原地区、大矢田・藍見地区 、中有知地区）に分けて運行されている。1回の乗車料金は大人300円（65歳以上、障がい者とその介助者小学生、中学生、高校生は100円。幼児は無料）。各地区内及び各地区と美濃地区・美濃インター周辺地区の間の乗車は1回分の乗車料金だが、洲原地区、下牧・上牧地区、大矢田・藍見地区、中有知地区の各地区間の乗車は2回分の乗車料金となる[1]。
- 車両は中型セダン型タクシーまたはジャンボタクシーである[1]。

## 歴史
- 2012年（平成24年）11月 - 乗り合わせタクシーとして下牧・上牧地区、洲原地区、美濃地区、美濃インター周辺地区において試験運行を開始[2]。
- 2013年（平成25年）4月 - 大矢田・藍見地区 、中有知地区に運行範囲を拡大[3]。
- 2013年（平成25年）10月 - のり愛くんとして本格運行を開始する[4]。

## 主な停留所
鉄道乗り換え
- 長良川鉄道越美南線
  - 松森駅
  - 美濃市駅
  - 湯の洞温泉口駅
  - 洲原駅

公共施設
- 市役所
- 洲原地域ふれあいセンター
- 下牧地域ふれあいセンター
- 上牧地域ふれあいセンター
- 大矢田地域ふれあいセンター
- 藍見地域ふれあいセンター
- 中有知地域ふれあいセンター
- 図書館
- 体育館
- 文化会館
- 保健センター
- 美濃病院
- 美濃郵便局
- 森林文化アカデミー
- 美濃中学校北
- 美濃小学校前
- 牧谷小学校前
- 美濃和紙用具ミュージアム ふくべ
- 美濃和紙の里会館